# Ралко Влада
Ралко Влада (нар. 1969,  м. Київ) — українська художниця. Живе та працює у Києві.  Член Національної спілки художників України з 1994 року. Лауреатка Премії Women In Arts (2019).

## Біографія
Народилась Влада Ралко 1969 р. Києві. У 1987 р. закінчила Республіканську художню середню школу ім. Т. Г. Шевченка, у 1994-му р. – живописне відділення Національної академії образотворчого мистецтва та архітектури (майстерня професора В. Шаталіна).
Працює в традиційних видах мистецтва – живописі, малюванні.
Володарка премії Всеукраїнської трієнале живопису (2001) та стипендії CCN Graz (2007). Художниця веде активну виставкову діяльність в Україні та за кордоном. Роботи Ралко експонувались у Lincoln Center (Нью-Йорк, США), галереї Rebellminds (Берлін, Німеччина), Kunstlerhous (Відень, Австрія), Saatchi Gallery (Лондон, Велика Британія) тощо.
Чоловік Влади – український художник Володимир Будніков.